# Panavia Tornado

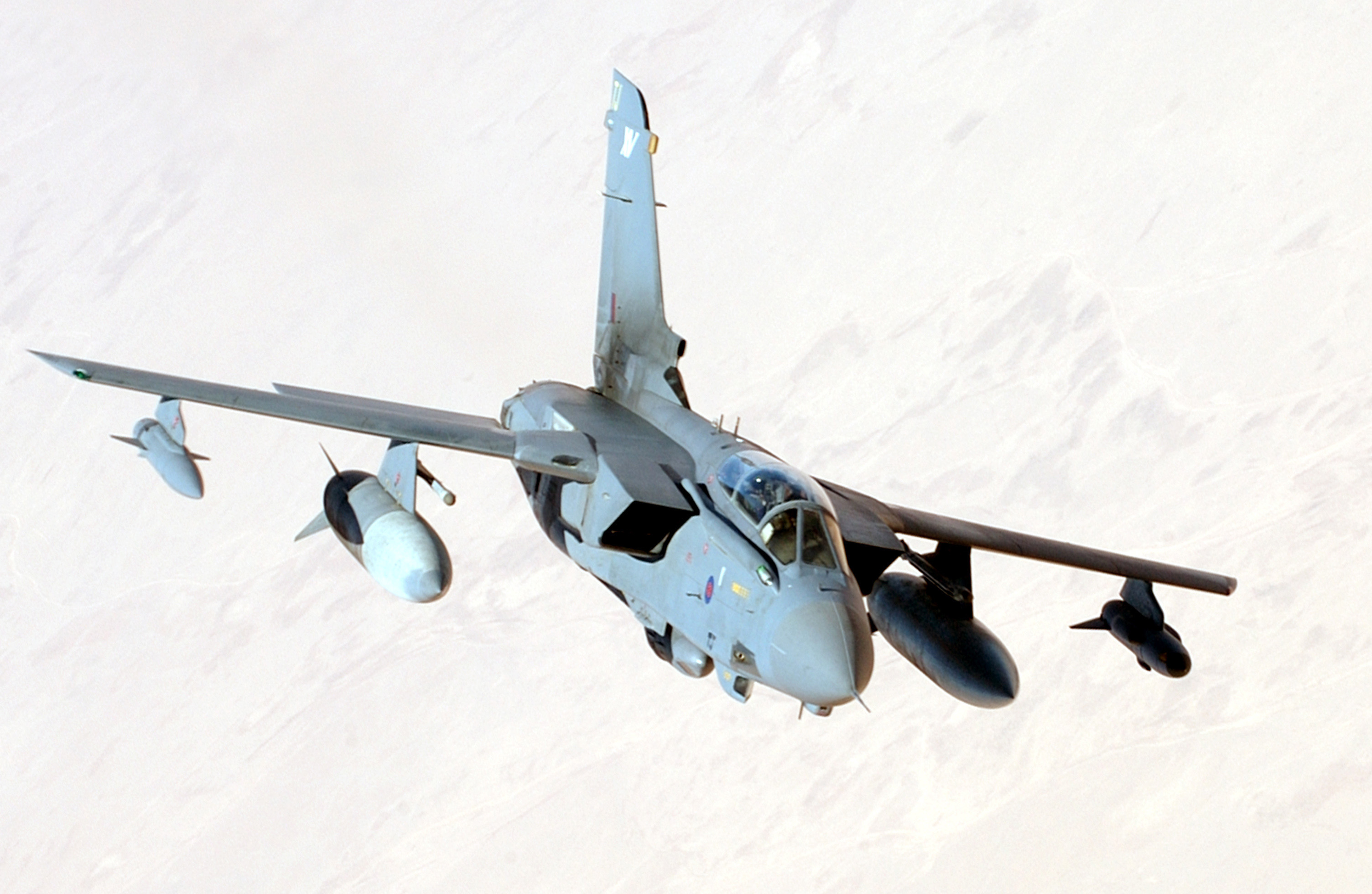
Panavia Tornado GR4 britânico sobrevoando o Iraque, em 2004

O Panavia Tornado é uma família de caças bimotor monoplano de geometria variável, desenvolvido em conjunto pelo Reino Unido, Alemanha e Itália. Existem três versões primárias do Tornado:
- Tornado IDS - versão de ataque à superfície;
- Tornado ADV - versão de intercepção e superioridade aérea;
- Tornado ECR - versão de reconhecimento e de combate electrónico.

Desenvolvido pela Panavia, um consórcio de três nações consistindo da British Aerospace, MBB da Alemanha, e Alenia Aeronautica da Itália, o Tornado voou pela primeira vez a 14 de Agosto de 1974 e viu acção com a Força Aérea Real Britânica no Iraque, durante a operação Tempestade do Deserto. Incluindo todas as variantes, 992 aeronaves foram construídas para as três nações parceiras e para a Arábia Saudita. Embora ainda em serviço, actualmente existem planos a serem executados para substituir estas aeronaves.
O Tornado pode carregar o dispersador de submunições Hunting JP 233  , sistema que libera múltiplos explosivos, que atingem uma grande área terrestre com 30 pequenas bombas SG357, que descem controladas por paraquedas, e 215 minas anti pessoal HB875, para dificultar reparo em pistas de aterrissagem. Os Tornado  alemães levam a MW-1, com a mesma função
As asas do Tornado, tal como o f-14 "tomcat", movem-se no sentido da cauda do avião, reduzindo o atrito com o ar e aumentando sua velocidade; contudo, isso reduz sua capacidade de manobras, sendo utilizado fundamentalmente para atingir maior velocidade. O Panavia Tornado possui dois canhões 27mm Mauser BK-27, sendo as dos tornados GR1 e GR4 direcionadas para baixo, visto que estes foram feitos para ataques terrestres.

## Operações militares

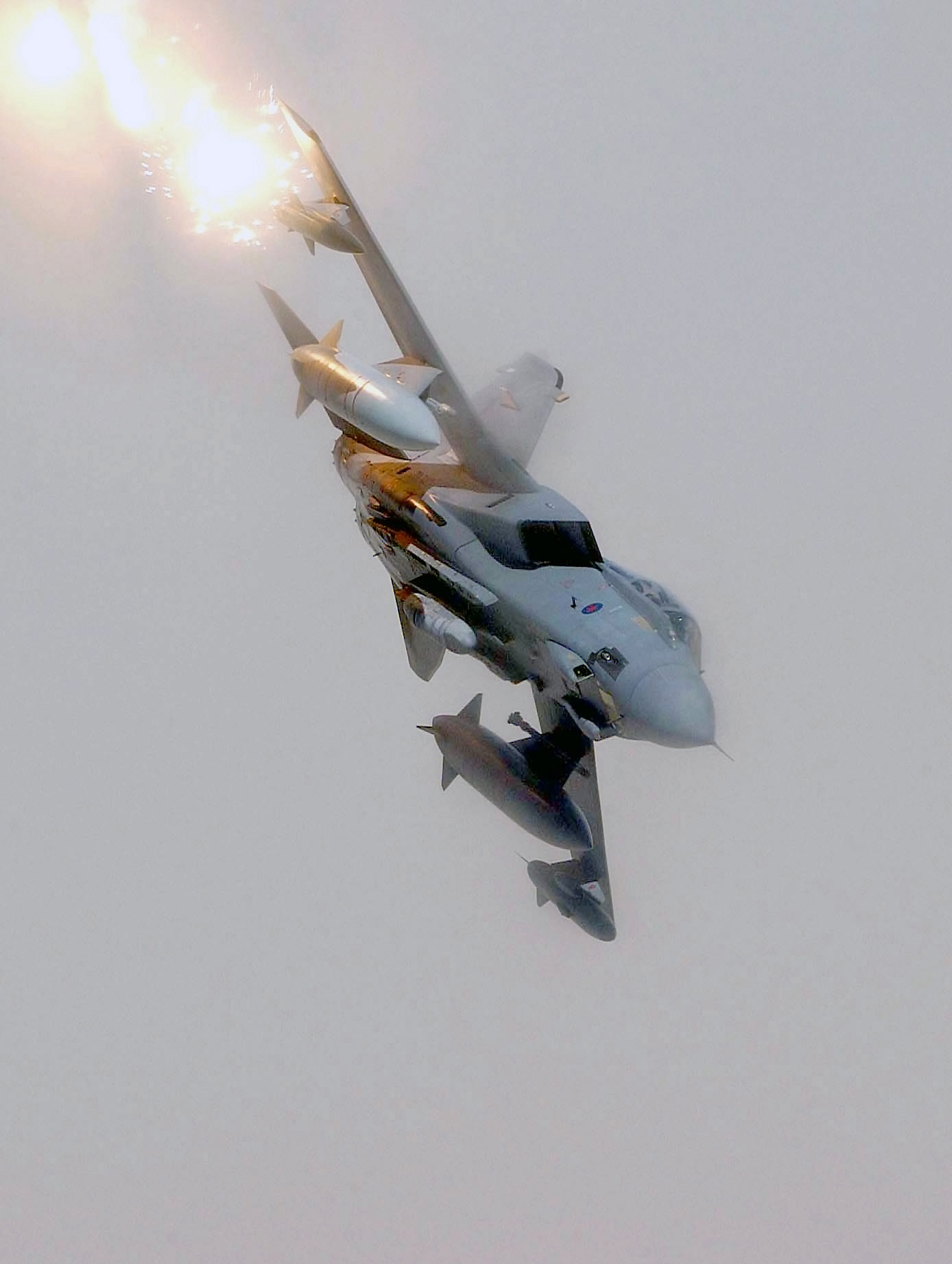
Um Tornado GR.4 da Força Aérea Britânica GR4 lança foguetes durante uma missão de combate sobre o Iraque, 22 de Abril de 2004

Os GR 1 viram ação pela primeira vez em 1990 na operação "desert shield" e depois em 17 de janeiro de 1991 na operação "Desert storm", quando foram intensivamente utilizados na campanha de destruição de bases aéreas iraquianas, e depois para a destruição de alvos de grande valor estratégico, como pontes, depósitos de suprimentos e munições.Pagaram um alto preço: 12 foram abatidos nestas missões (6 da RAF, 5 da RSAF e 1 da AMI). O Tornado GR.4 fez a sua contribuição operacional em patrulhas durante a operação Southern Watch. O caça voou de Ali Al Salem no Kuwait, e patrulhou uma grande área no sul do Iraque. Várias vezes bombas foram largadas quando os aviões estavam sob fogo de defesas terrestres iraquianas.
Eles também foram usados na Guerra do Iraque, na Guerra ao Terrorismo e na Guerra Civil Síria.
A força aérea britânica aposentou o GR4 em abril de 2019.

## Especificações (Tornado GR4)
Dados de: International Warbirds: An Illustrated Guide to World Military Aircraft, 1914–2000, Tornado, Modern Fighting Aircraft.
Dimensões
- Comprimento: 16,72 m (54,9 ft)
- Envergadura: 13,91 m (45,6 ft) estendida
8,60 m (28,2 ft) retraída
- Superfície alar: 26,6 m² (286 ft²)
- Altura: 5,95 m (19,5 ft)

Motores

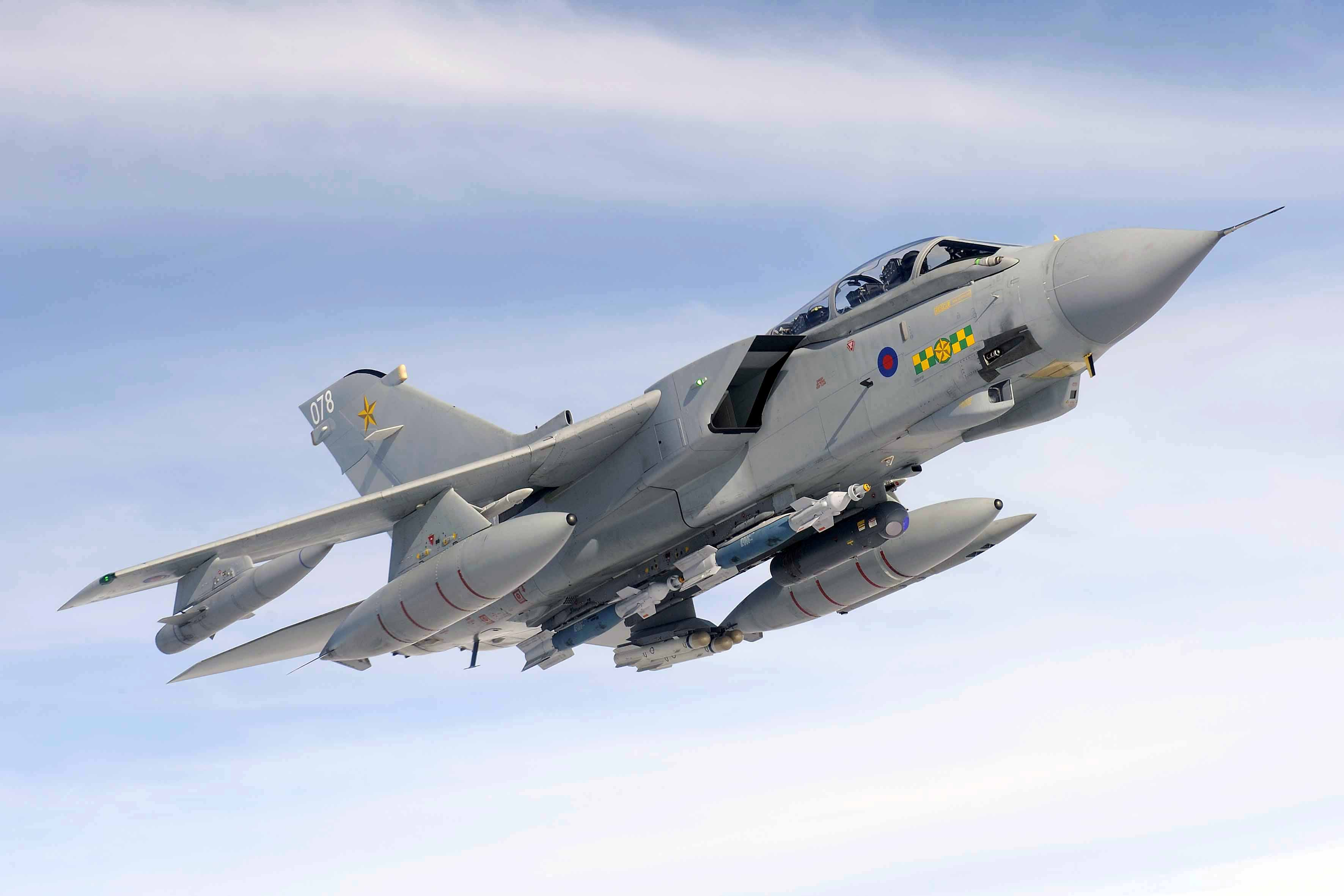
Um GR4 armado com suas bombas e mísseis

- Quantidade e Tipo: 2 turbofans de pós-combustão
- Marca: Turbo-Union
- Modelo: RB199-34R Mk 104
- Empuxo por motor: 4 467 kgf (43 800 N) empuxo seco
7 833 kgf (76 800 N) em pós-combustão

Pesos
- Vazio operacional: 13 890 kg (30 600 lb)[2]
- Carregado: 20 240 kg (44 600 lb)[3]
- Máximo de Decolagem: 28 000 kg (61 700 lb)

Desempenho
- Velocidades: Máxima de 2 400 km/h (1 300 kn) à altitude de 9 000 m (29 500 ft); (2,2 Mach)
1 482 km/h (800 kn) ao nível do mar velocidade indicada (IAS)
- Teto operacional: 15 240 m (50 000 ft)
- Razão de subida: 76,7 metros/segundo
- Raio de ação: 1 390 km (864 mi)
- Alcance estendido: 3 890 km (2 420 mi) com quatro tanques externos

Armamentos
- 1x Canhão Mauser BK-27 de calibre 27 mm (1,06 in) montado internamente com 180 tiros

- Pontos Duros: 4x + 3x abaixo da fuselagem e 4x abaixo das asas com capacidade para 9 000 kg (19 800 lb) que podem ser:

Mísseis
- Mísseis ar-ar
  - AIM-9 Sidewinder ou AIM-132 ASRAAM para autodefesa
- Mísseis ar-superfície
  - 6x AGM-65 Maverick ou
  - 12x Brimstone missile ou
  - 2x Storm Shadow
- Mísseis anti-radiação
  - 9x ALARM

Bombas
- 5x Paveway IV de 500 lb (227 kg) ou
- 3x Paveway II de 1 000 lb (454 kg) ou
- 2x GBU-24 Paveway III de 2 000 lb (907 kg) ou
- Bombas de fragmentação Hunting Engineering BL755 ou
- Até 2x bombas de fragmentação JP233 ou MW-1
- Até 4x bombas nucleares B61 de 340 quilotons ou WE.177 A/B/C de 0.5 a 450 quilotons
- 4x Tanques ejetáveis

## Operadores
- Alemanha
- Itália
- Arábia Saudita
- Reino Unido